# Kelgena kelensis
Kelgena kelensis är en nattsländeart som först beskrevs av Martynov 1926.  Kelgena kelensis ingår i släktet Kelgena och familjen husmasknattsländor. Inga underarter finns listade i Catalogue of Life.